# Das Mädchen und der schwarze Hengst
Das Mädchen und der schwarze Hengst, Originaltitel Trápení, ist ein tschechoslowakischer Spielfilm von Karel Kachyňa aus dem Jahr 1962 mit Jorga Kotrbová und Rudolf Průcha in den Hauptrollen. In seinem Heimatland kam der Film das erste Mal am 16. Februar 1962 in die Kinos, in der Bundesrepublik Deutschland am 30. Oktober 1964. Dort hatte der Streifen zeitweise auch den Titel Junges Leid.

## Inhalt
In einem böhmischen Dorf lebt die 12-jährige Lenka mit ihren Eltern. Weil sie zu den kleineren Mädchen und deren Spielen keinen Kontakt mehr hat, treibt sich Lenka am liebsten mit einer Horde Jungen herum. Am meisten hingezogen fühlt sie sich indessen zu dem stolzen und ungezügelt wilden Hengst Primek. Voller Verbitterung und heimlichem Zorn beobachtet sie immer wieder, wie das Pferd von seinen Betreuern misshandelt wird. Es wird scheu, und bald traut sich außer Lenka niemand mehr so recht in seine Nähe.
Lenkas Eltern sind über die Entwicklung ihrer Tochter nicht gerade erfreut und beschließen, sie für einige Zeit zu einer Tante nach Prag zu geben. Aus Mitleid zu dem erkrankten Hengst und aus Angst, man könne ihn wegschaffen, entführt Lenka das Pferd nachts aus dem Stall, um es zu pflegen. Als man sie zu suchen beginnt, flieht sie mit Primek. Erst am anderen Morgen findet man sie wieder. Mit ihrem Handeln hat sie nicht nur sich selbst, sondern auch ihrer Umwelt bewiesen, dass sie willens und fähig ist, eine Verantwortung zu tragen und ihren eigenen Weg zu gehen. Mit dieser Aktion löst sie sich endgültig von der Phase des Kindseins. Die Reise nach Prag ist überflüssig geworden, und Primek darf am Leben bleiben.

## Produktionsnotizen
Die Außenaufnahmen erfolgten in Südböhmen, die Innenaufnahmen in den Barrandov Studios von Prag. Karel Postřehovský schuf die Kostüme. Der renommierte Komponist Jan Novák steuerte die Musik bei.

## Kritik
„Ein sehenswerter Jugendfilm aus der CSSR mit eindrucksvollen Außenaufnahmen aus Südböhmen.“

„Formal beachtlich gestalteter tschechischer Film, der neben seiner klar aufgebauten Geschichte Einblick in die entwicklungspsychologisch bedingten Probleme eines jungen Menschen gewährt. Für Kinder und Erwachsene gleichermaßen geeignet und ab etwa 10 herzlich zu empfehlen.“

## Auszeichnungen
- Monatsbester der Evangelischen Filmgilde
- Prädikat Besonders wertvoll, Filmbewertungsstelle Wiesbaden[2]